# Embelia pauciflora
Embelia pauciflora är en viveväxtart som beskrevs av Friedrich Ludwig Diels. Embelia pauciflora ingår i släktet Embelia och familjen viveväxter. Inga underarter finns listade i Catalogue of Life.